# Vitstrupig biätare
Vitstrupig biätare (Merops albicollis) är en afrikansk fågel i familjen biätare inom ordningen praktfåglar.

## Utseende och läten
Vitstrupig biätare är en färgglad och slank fågel med en kroppslängd på 19–21 centimeter, exklusive de två mycket förlängda mittersta stjärtfjädrarna som kan vara ytterligare 12 centimeter långa. I fjäderdräkten är den huvudsakligen grön, men är pregnant tecknad i ansiktet med vitt ansikte och vit strupe samt svart hjässa, ögonstreck och halsband. Undersidan är blekgrön, på bröstet mot blått. Ögat är rött och näbben svart. Könen är lika förutom att hanens stjärtfjädrar är längre. Lätet liknar den europeiska biätarens (se denna).

## Utbredning och systematik
Vitstrupig biätare häckar i ett smalt band strax söder om Sahara, från Mauretanien och Senegal till Eritrea, sydvästra Saudiarabien och Jemen, söderut till nordvästra Kenya och oregelbundet även i södra Kenya. Den är en flyttfågel som flyttar söderut till Västafrika och Kongobäckenet. Tillfälligt har påträffats i Marocko, Oman och Förenade Arabemiraten. 1 oktober 2019 observerades den första vitstrupiga biätaren i Israel. Den behandlas som monotypisk, det vill säga att den inte delas in i några underarter.

## Levnadssätt
Vitstrupig biätare häckar i torrt och sandigt öppet landskap, men övervintrar i en helt annorlunda miljö, i tropiska skogar. Arten häckar i kolonier i sandbankar eller på öppna platta ytor, från juni till augusti på gränsen till Sahara, mellan mars och maj i Kenya. Fågeln gräver en 1-2 meter lång tunnel vari den lägger sex till sju runda vita ägg. Båda könen ruvar och får hjälp av ytterligare upp till fem assistenter i att ta hand om ungarna.

### Föda
Som namnet avslöjar livnär sig vitstrupig biätare, liksom alla biätare, av insekter. För denna art utgör 35-90% av födan av myror, men intar även bin, getingar, bålgetingar och skalbaggar. Födan fångar den i luften.

## Status och hot
Arten har ett stort utbredningsområde och en stor population med stabil utveckling och tros inte vara utsatt för något substantiellt hot. Utifrån dessa kriterier kategoriserar internationella naturvårdsunionen IUCN arten som livskraftig (LC). Världspopulationen har inte uppskattats men den beskrivs som vanlig eller till och med mycket vanlig.